# Hawker Sea Hawk
El Hawker Sea Hawk fue un caza monoplaza del Arma Aérea de la Flota (FAA), la rama aérea de la Royal Navy, construido por Hawker Aircraft y su compañía hermana Armstrong Whitworth Aircraft.
Tras la aceptación en la RN, el Sea Hawk demostró ser un caballo de batalla confiable y robusto. Un número considerable también se produjo para el mercado de exportación y se operó desde portaaviones en servicio holandés e indio. Los últimos Sea Hawks operacionales, operados por la Armada de la India, fueron retirados en 1983.

## Historia
El Sea Hawk fue desarrollado a partir del P.1040, un prototipo de interceptor a reacción de tierra, que así mismo era un desarrollo del prototipo del Hawker Sea Fury con motor de reacción con intención de entrar en servicio en la RAF. Sin embargo, la RAF mostró poco interés en el proyecto, decantándose por cazas como el Gloster Meteor y el de Havilland Vampire. El diseño no era convencional, con una salida de gases bifurcada que dejaba espacio libre en la parte trasera del fuselaje para un depósito de combustible.
Hawker diseñó una variante naval y la ofreció al Almirantazgo que expresó interés en el diseño. El primer prototipo voló el 2 de septiembre de 1947, pilotado por Bill Humble. El prototipo naval no volaría hasta un año después. Un tercer prototipo que voló en 1949 incorporaba una cantidad de modificaciones del segundo prototipo. Las pruebas en portaaviones se realizaron en el Illustrious ese mismo año. Posteriormente, se realizó un pedido de un centenar de estos aviones, que fueron denominados Sea Hawk.
A diferencia de su rival, el Supermarine Attacker (el primer avión de reacción que entró en servicio en la FAA), el Sea Hawk tenía un tren de aterrizaje en lugar de la rueda de cola, lo que le hacía más fácil para aterrizar en portaaviones. Sin embargo se trataba de un diseño bastante convencional. Uno de estos aspectos era que mientras que otros aviones de su época como el F-86 Sabre adoptaron las alas en flecha, el Sea Hawk tenía alas rectas, aunque se consideraron variantes con alas en flecha (P.1052, P.1081) que se utilizarían en el Hawker Hunter. El Sea Hawk seguía siendo un diseño elegante y fiable aunque su convencionalidad significaría una corta carrera al ser inevitablemente superado por aviones más modernos y avanzados.
La primera producción del Sea Hawk fue el F.1, que voló por primera vez en 1951 y entró en servicio dos años después. Sólo una treintena fueron fabricados por Hawker ya que en ese momento estaba construyendo el Hunter para la RAF y en consecuencia la producción fue desviada hacia Armstrong Whitworth Aircraft, que formaba parte de Hawker. El F.1 estaba armado con cuatro cañones Hispano-Suiza HS.404 de 20 mm. Su motor era un turborreactor Rolls-Royce Nene de 22 kN de empuje, alcanzado una velocidad máxima de 965 km/h y con autonomía para 1300 km con el combustible interno. La segunda variante fue el F.2 que incorporaba controles de alerones eléctricos además de otras modificaciones en su estructura.
La siguiente versión del Sea Hawk fue convertida en cazabombardero, el FB.3 (unas cien unidades) y era ligeramente diferente a sus precedesores. Se ensanchó su estructura para poder ser equipado con nuevos sistemas; su armamento consistía en dos bombas de 220 kg y 16 cohetes no guiados. La cuarta variante fue un caza de ataque a tierra designado como FGA.4 con mayor capacidad de armamento. La quinta versión del Sea Hawk fue otra variante cazabombardero, el FB.5, similar al FB.3 y al FGA.4 con un nuevo motor Roll-Royce Nene 103. El último modelo fue una segunda versión de caza de ataque a tierra, el FGA.6, que era exactamente igual que su inmediato predecesor aunque eran nuevas construcciones en lugar de ser reequipados con los nuevos motores, fabricándose unas 90 unidades. Todos los Sea Hawks estuvieron en servicio a mediados de los años 1950 y se construyeron un total superior a 500 unidades.
La primera versión de exportación fue el Sea Hawk Mk.50, una variante monoplaza de ataque a tierra para la Armada Real Neerlandesa, donde 22 unidades estuvieron en servicio entre 1957 y 1964. La segunda variante fue el Sea Hawk Mk.100 para la Armada Alemana (Bundesmarine). La última versión de exportación fue el Sea Hawk Mk.101, un monoplaza de reconocimiento nocturno para la Bundesmarine.

## Diseño
El F.1 estaba armado con cuatro cañones Hispano Mk V de 20 mm (.79 in). Fue impulsado por un motor turborreactor de flujo centrífugo Rolls-Royce Nene 101 de 5000 lbf (22 kN). El motor de Nene fue visto como de baja potencia; en 1950, el gobierno había cancelado el desarrollo de Rolls-Royce Tay, un sistema de poscombustión del Neno, sin dejar los motores más potentes para equipar al Sea Hawk. Se desarrollará más desarrollos menores del motor.
La F.1 tenía una velocidad máxima de 599 mph (964 km / h) a un nivel del mar y un rango de 800 millas (1,287 km) con combustible interno. Una variante de combate más refinada fue la F.2, que introdujo controles de alerones potenciados por potencia así como otras modificaciones, incluso a su estructura. La siguiente variante del Sea Hawk se relaciona con un caza-bombardero, el FB 3, y se diferencia solo ligeramente de sus predecesores; Su estructura se fortaleció para permitirle llevar una mayor variedad de equipos y accesorios en sus cuatro puntos duros, incluidos cohetes, bombas, napalm, minas, cámaras de reconocimiento, tanques de caída y accesorios para el equipo de asistencia asistida por cohetes (RATOG) .
Una diferencia de su rival, el Supermarine Attacker, que había sido el primer avión a reacción en el servicio con la FAA, el Sea Hawk tenía un tren de aterrizaje triciclo en el lugar de una rueda trasera, lo que facilitó el aterrizaje de los portaaviones , también era el primer avión de Hawker. Incorporar un tren de rodaje de morro. El Sea Hawk había adoptado un diseño bastante convencional, se construyó con alas rectas, mientras que otros aviones contemporáneos, como el F-86 Sabre, adoptaron alas barridas. El Sea Hawk era un avión confiable y elegante, aunque su diseño cauteloso significaba que solo sería atractivo en el mercado.

## Combate

### Servicio Británico
El Sea Hawk, como parte del Arma Aérea de la Flota, entró en combate durante la Crisis de Suez, tras la nacionalización por parte de Egipto del Canal de Suez. El Reino Unido, Francia e Israel entraron en guerra, con una invasión anglofrancesa conocida como Operación Musketeer, que comenzó el 31 de octubre de 1956. Seis escuadrones de Sea Hawk fueron utilizados. Dos a bordo del portaaviones HMS Eagle (R05), y otros dos en los portaaviones ligeros HMS Albion (R07) y HMS Bulwark (R06). Los aviones fueron utilizados para ataques a tierra causando daños a objetivos egipcios. Los Sea Hawks se utilizaron principalmente para ataques terrestres, como a los aviones como El cazador, el alcance del alcance o la capacidad de despacho de comunicaciones, toda la capacidad británica del ataque terrestre. Generalmente son escoltados por el De Havilland Sea Venom.
Los Sea Hawk lanzaron muchos ataques contra objetivos en la costa egipcia, a menudo frente a intenso fuego antiaéreo, que resultó en varios aviones que sufrieron graves daños. La conducta militar de la Campaña de Suez fue exitosa, una diferencia del desastre político y todas las fuerzas de invasión fueron retiradas en 1957, aunque el canal se reabrió a los barcos israelíes. La crisis de Suez se convirtió en el canto de las operaciones de combate de Sea Hawk con la Royal Navy, como el De Havilland Sea Vixen  y la Supermarine Scimitar, un nuevo avión de ataque que se introdujo después del conflicto.
Durante las evaluaciones del servicio de Sea Hawk, los pilotos australianos y los canadienses de sus servicios navales volaremos en ejemplos del avión y en algunas ocasiones oficiales de adoptar el tipo de equipo estándar. Los Estados Unidos; solo un puñado de Sea Hawks fue transferido a cualquiera de los dos países, algunos operando desde la cabina de vuelo de portaaviones australiano de clase majestuosa HMAS Sydney, aunque estos no entraron en el servicio completo del escuadrón.

### Servicio Neerlandés
En la Armada Real Neerlandesa, el avión sirvió a bordo del portaaviones HNLMS Karel Doorman (ex HMS Venerable (R63)). Cuando el Karel Doorman fue vendido a Argentina, los Sea Hawk fueron trasladados a tierra, siendo retirados de servicio a finales de los años 1960.
Desde 1959 fueron equipados con misiles AIM-9B Sidewinder que mejoraron y ampliaron mejoraron sus capacidades de combate aire-aire. En 1961, los sEA Hawk que servían en su lugar fueron trasladados a tierra cuando el perfil de la misión de la OTAN se convierte en todos los aviones ASW; En octubre de 1964 han sido sacados de servicio.

### Servicio Indio
En el servicio de la Armada de la India (a partir de 1960), los Sea Hawks se utilizaron a bordo de portaaviones INS Vikrant, el ex HMS Hercules, y prestaron el servicio durante la Guerra Indo-Pakistaní de 1965 y la Guerra Indo-Pakistaní de 1971. En la última guerra, los Halcones Marinos fueron utilizados por la Armada de la India; Estas aeronaves obtuvieron casi una docena de "muertes", principalmente de botes de guerra de la Armada de Pakistán y de buques de la marina mercante y de carga en el este de Pakistán (actual Bangladés) sin perder un avión. Ayudas por el avión Breguet Alizé, los Halcones Marinos salieron ilesos, logrando la mayor proporción de muertes para cualquier avión en la guerra. El Sea Hawk fue retirado del servicio de la Marina India en 1983, y fue reemplazado por el momento más capaz BAE Sea Harrier.

### Servicio Alemán
En 1956, poco después de la terminación de la línea de producción de Sea Hawk, la República Federal de Alemania realizó un pedido de 64 aeronaves para equipar a la Bundesmarine, la Armada de Alemania Occidental, después de haber determinado que el tipo representaría una buena relación calidad-precio. - los bombarderos de caza diurnos y los combatientes diurnos con capacidad de vuelo en condiciones climáticas adversas, se entregaron en dos variantes, la Sea Hawk Mk 100 para condiciones meteorológicas adversas y la Sea Hawk Mk 101 para condiciones meteorológicas adversas; Se ordenaron 32 aviones de cada variante. El Mk 101 estaba equipado con un radar de búsqueda EKCO basado en pod para el reconocimiento del mar. Los Sea Hawks alemanes sirvieron a mediados de la década de 1960, hasta que reemplazaron al F-104 Starfighter.

### Evaluaciones
Durante las evaluaciones de servicio del Sea Hawk, los pilotos australianos y canadienses de sus servicios navales volaron ejemplos del avión y hubo sugerencias oficiales de que adoptarían el tipo de equipo estándar. Ambas naciones también estaban interesadas en nuevos aviones navales construidos en Estados Unidos; solo un puñado de Sea Hawks fueron transferidos a cualquiera de los dos países, algunos operando desde la cabina de vuelo del portaaviones australiano clase majestic HMAS Sydney, aunque estos no entraron en el servicio completo del escuadrón.

### Retiro
El servicio Sea Hawks en Fleet Air Arm comenzó a ser eliminado del servicio de primera línea en 1958, año en el que la Supermarine Scimitar y De Havilland Sea Vixen entraron en servicio, ambos tipos que eventualmente reemplazarán al Sea Hawk. El último escuadrón de primera línea de Sea Hawk, n.º 806, se disolvió en RNAS Brawdy el 15 de diciembre de 1960, terminando una carrera operacional muy breve para el Sea Hawk. La mayoría de los Sea Hawks en el servicio de segunda línea fueron retirados a mediados de los años sesenta. El último Royal Navy Sea Hawks operacional fue volado por FGA.6 por Airwork Limited, administrado por la Unidad de Requisitos de Flota "negra" con sede en el Aeropuerto de Bournemouth (Hurn) que retiró el tipo en 1969.

## Variantes
- P.1040

El prototipo VP401 voló por primera vez en Boscombe Down el 2 de septiembre de 1947 y luego se convirtió a P.1072.
- VP413

prototipo navalizado de la especificación N.7 / 46 volado por primera vez en Farnborough el 3 de septiembre de 1948.
- VP422

segundo prototipo naval volado por primera vez en Farnborough el 17 de octubre de 1949.
- Sea Hawk F.1

Cazas de producción impulsados por un motor Rolls-Royce Nene Mk 101; 95 construidos (35 por Hawker Aircraft en Kingston upon Thames, el resto y toda la producción posterior de Armstrong Whitworth Aircraft en Baginton, Coventry)
- Sea Hawk F2

Luchador de producción con alerones motorizados; 40 construidos por Armstrong Whitworth.
- Sea Hawk FB.3

Variante de caza-bombardero con ala más fuerte para tiendas externas; 116 construidos.
- Sea Hawk FGA 4

Variante de combate/ataque terrestre; 97 construidos.
- Sea Hawk FB 5

FB3 equipado con el Nene Mk 103; 50 conversiones.
- Sea Hawk FGA 6

FGA4 con el Nene Mk 103; total de 101 (86 nuevas construcciones, el resto se convirtió de FB3 y FGA 4 ejemplos).
- Sea Hawk Mk 50

Variante de exportación basada en el FGA 6 para la Royal Netherland Navy; 22 construidos.
- Sea Hawk Mk 100

Variante de exportación para la Armada de Alemania Occidental, similar a FGA 6 pero con aleta más alta y timón; 32 construidos
- Sea Hawk Mk 101

Variante de exportación para todo tipo de clima para la Armada de Alemania Occidental, como Mk 100, pero equipado con un radar de búsqueda en una vaina; 32 construidos.

## Especificaciones (Hawker Sea Hawk FGA.6)

### Características generales
- Tripulación: 1
- Longitud: 12,1 m (39,7 ft)
- Envergadura: 11,9 m (39 ft)
- Altura: 2,6 m (8,7 ft)
- Superficie alar: 25,8 m² (278 ft²)
- Peso vacío: 4208 kg (9274,4 lb)
- Peso cargado: 5996 kg (13 215,2 lb)
- Peso máximo al despegue: 7325 kg (16 144,3 lb)
- Planta motriz: 1× Turborreactor Rolls-Royce Nene.
  - Empuje normal: 23,1 kN (2356 kgf; 5193 lbf) de empuje.

### Rendimiento
- Velocidad máxima operativa (Vno): 965 km/h (600 MPH; 521 kt)
- Alcance: 770 km (416 nmi; 478 mi)
- Techo de vuelo: 13 564 m (44 501 ft)
- Régimen de ascenso: 29 m/s (5709 ft/min)
- Carga alar: 232 kg/m² (47,5 lb/ft²)
- Empuje/peso: 0.38

### Armamento
- Cañones: 4× cañones Hispano-Suiza de 20 mm con 200 proyectiles cada uno.
- Bombas: 2x bombas de 220 kg
- Cohetes: 10 cohetes sin guía de 76 mm

### Desarrollos relacionados
- Hawker P.1052
- Hawker P.1072
- Hawker P.1081

### Aviones similares
- De Havilland Vampire
- F-84 Thunderjet
- F2H Banshee
- F9F Panther
- Gloster Meteor
- MiG-15
- MiG-17
- Supermarine Attacker
- Dassault Ouragan
- North American FJ-1 Fury
- North American FJ-2/-3 Fury